# Cugy (Friburgo)
Cugy (toponimo francese) è un comune svizzero di 1 729 abitanti del Canton Friburgo, nel distretto della Broye.

## Storia
Il 1º gennaio 2005 ha inglobato il comune soppresso di Vesin.

## Monumenti e luoghi d'interesse

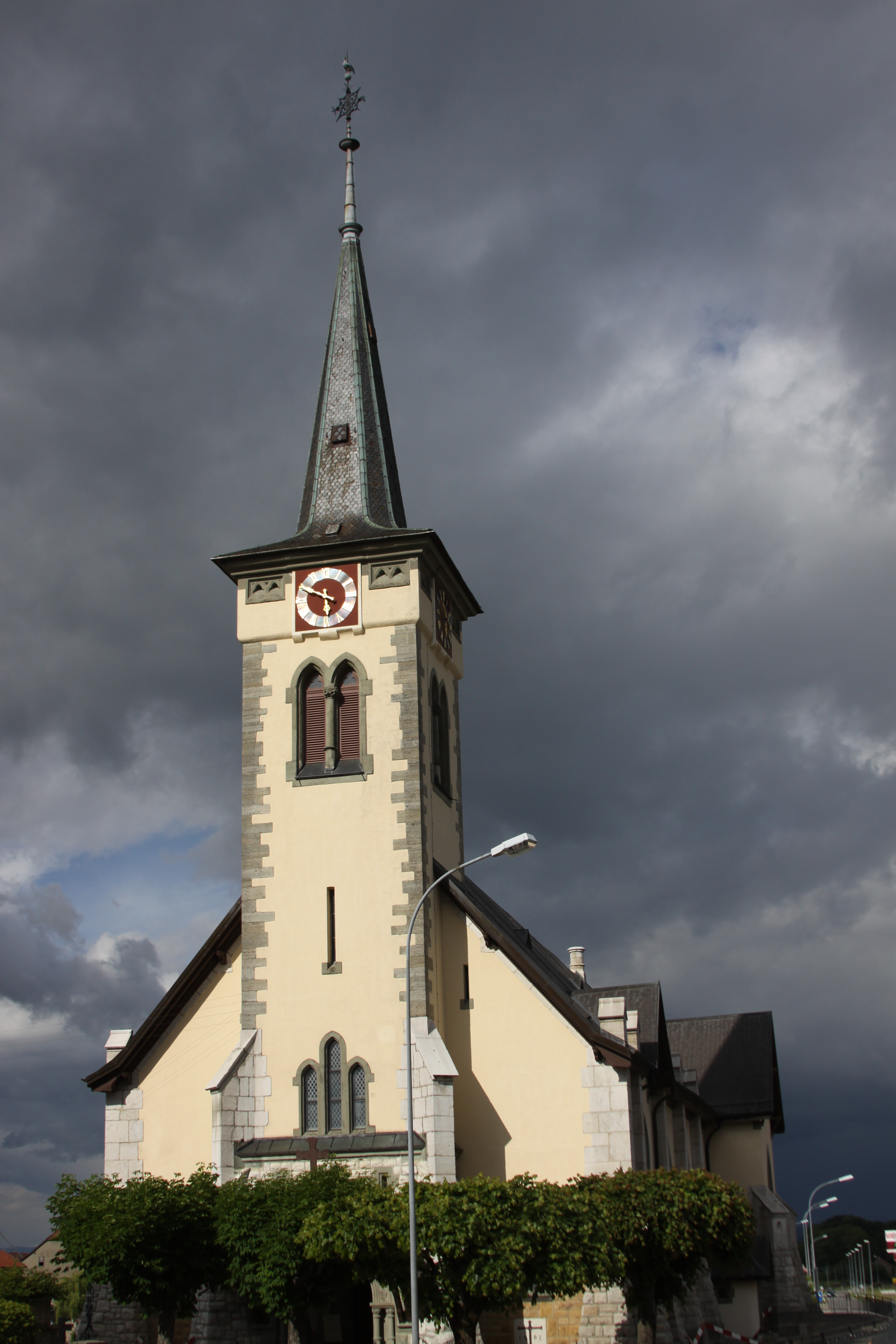
La chiesa cattolica di San Martino

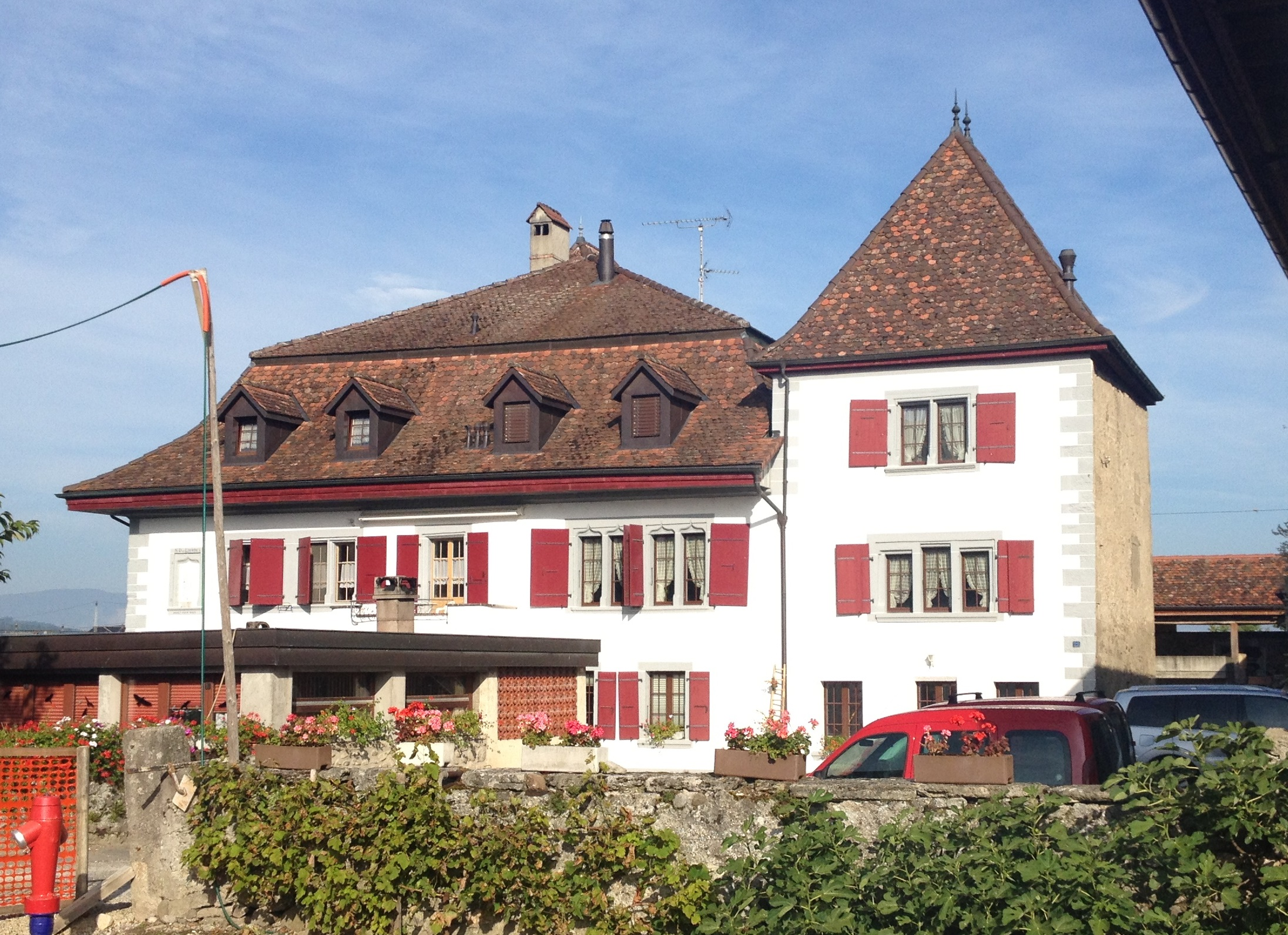
Il castello di Cugy

- Chiesa cattolica di San Martino, attestata dal 1177 e ricostruita nel XVI secolo e nel 1906-1907[1];
- Castello di Cugy, eretto nel XVI secolo[1].

## Società

### Evoluzione demografica
L'evoluzione demografica è riportata nella seguente tabella:
Abitanti censiti

## Infrastrutture e trasporti
Cugy è servito dall'omonima stazione sulla ferrovia Friburgo-Yverdon.

## Amministrazione
Ogni famiglia originaria del luogo fa parte del comune patriziale che ha la responsabilità della manutenzione di ogni bene comune.